# Aartsbisdom Antsiranana

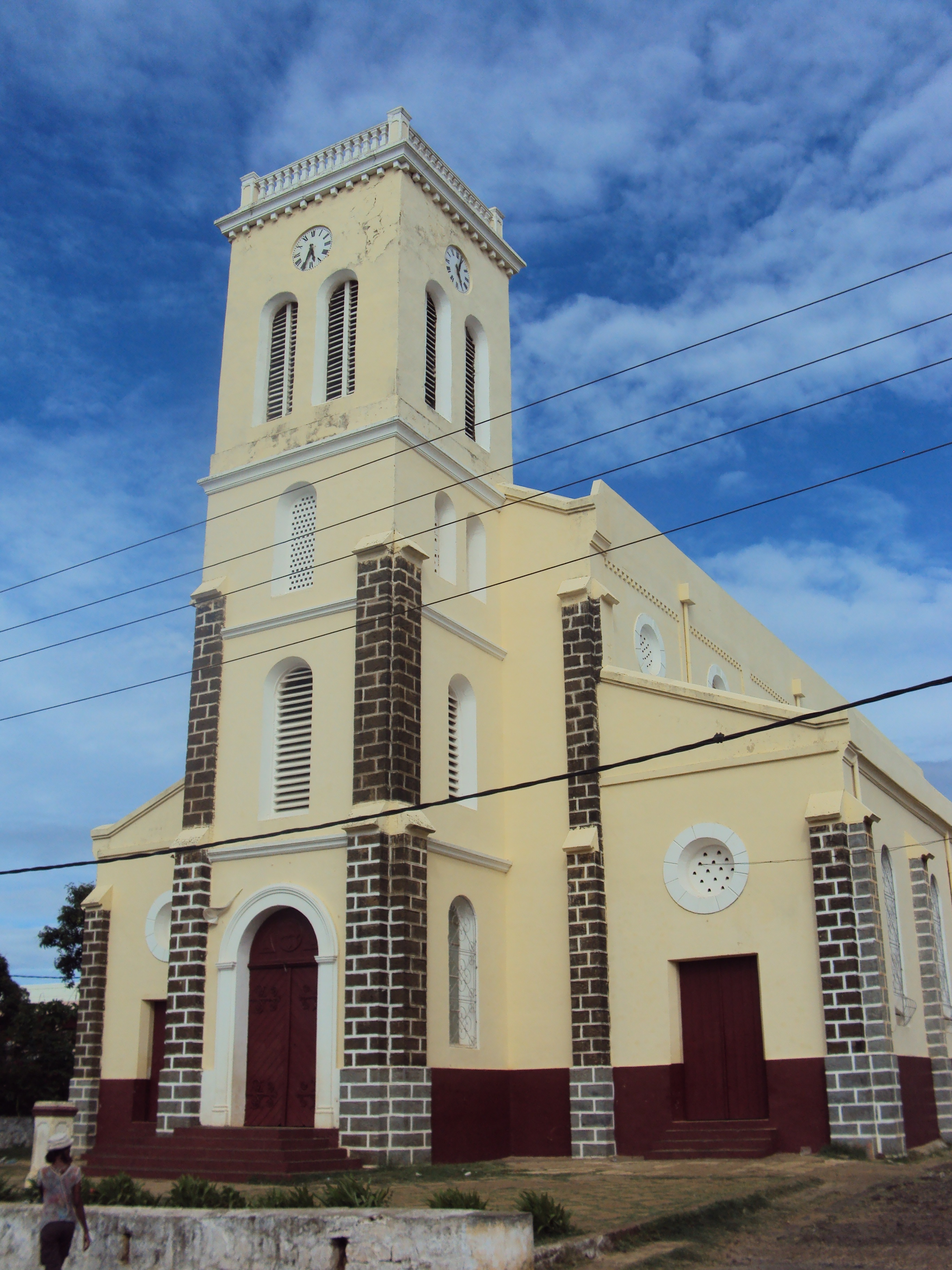
Kathedraal van Antsiranana

Het aartsbisdom Antsiranana (Latijn: archidioecesis Antsirananensis; Merina: Arsidiosezin'i Antsiranana; Frans: Archidiocèse d'Antsiranana) is een in Madagaskar gelegen rooms-katholiek aartsbisdom met zetel in de stad Antsiranana. De aartsbisschop van Antsiranana is metropoliet van de kerkprovincie Antsiranana, waartoe ook de volgende suffragane bisdommen behoren:
- Bisdom Ambanja
- Bisdom Mahajanga
- Bisdom Port-Bergé

## Geschiedenis
Op 16 januari 1869 werd het noordelijke gedeelte van het apostolisch vicariaat Madagaskar door paus Leo XIII afgesplitst en ingericht als apostolisch vicariaat Noord-Madagaskar. Het werd op 20 mei 1913 hernoemd tot apostolisch vicariaat Diégo-Suarez. Dit vicariaat stond op 15 mei 1923 gebied af voor de vorming van het apostolisch vicariaat Majunga.
Op 4 september 1955 werd het vicariaat Diégo-Suarez door paus Johannes XXIII met de apostolische contitutie Dum tantis tot bisdom verheven en suffragaan gesteld aan het aartsbisdom Tananarive. Op 11 december 1958 werd Diégo-Suarez verheven tot aartsbisdom. Op 21 mei 1959 werd gebied afgestaan voor de oprichting van het bisdom Ambatondrazaka. Op 28 oktober 1989 werd het aartsbisdom hernoemd tot aartsbisdom Antsiranana. Op 30 oktober 2000 werd gebied afgestaan voor de oprichting van het bisdom Fenoarivo Atsinanana.

## Bisschoppen van Antsiranana

### Apostolisch vicaris
- 1898–1914: François-Xavier Corbet CSSp (apostolisch vicaris van Noord-Madagaskar; vanaf 1913 apostolisch vicaris van Diégo-Suarez)
- 1914–1946: Auguste Julien Pierre Fortineau CSSp (apostolisch vicaris van Diégo-Suarez)
- 1947–1955: Edmond-Marie-Jean Wolff CSSp (apostolisch vicaris van Diégo-Suarez; vanaf 1955 bisschop)

### Bisschop
- 1955–1958: Edmond-Marie-Jean Wolff CSSp (bisschop van Diégo-Suarez; tot 1955 apostolisch vicaris; vanaf 1958 aartsbisschop)

### Aartsbisschop
- 1958–1967: Edmond-Marie-Jean Wolff CSSp (aartsbisschop van Diégo-Suarez; tot 1958 bisschop)
- 1967–1998: Albert Joseph Tsiahoana (vanaf 1989 aartsbisschop van Antsiranana)
- 1998–2013: Michel Malo IdP
- 2013-heden: Benjamin Marc Ramaroson CM